# Contea di Blekinge
La contea di Blekinge (Blekinge län in svedese) è una delle contee (län) della Svezia situata nella parte meridionale del paese. Coprendo lo 0,7% dell'area totale della Svezia, Blekinge è la contea più piccola del paese. Il suo capoluogo è Karlskrona.
Confina con le contee di Skåne, Kronoberg, Kalmar e si affaccia sul mar Baltico.

## Comuni
- Olofström
- Sölvesborg
- Karlshamn
- Ronneby
- Karlskrona